# Reichsschwert (Schottland)
Das Reichsschwert von Schottland ist ein Teil der schottischen Kronjuwelen („Honours of Scotland“).

## Geschichte
Das Schwert ist in Italien gefertigt und wurde König James lV. im Jahre 1507 von Papst Julius II. überreicht. In die Klinge von 4,5 Fuß (~1,34 m) Länge sind die beiden Heiligen Petrus und Paulus eingraviert, sowie der Name von Julius II. Der Griff besteht aus vergoldetem Silber und ist mit Eichenlaub und Eicheln verziert. Das Schwert wurde im Jahre 1652 beschädigt und vor den Truppen Oliver Cromwells versteckt. Aufbewahrt wurde es in einer hölzernen mit Samt und Silber ausgekleideten Scheide.
Cromwell hatte zwar den Kronschatz zur Finanzierung seiner Feldzüge einschmelzen lassen, die Reichsinsignien waren jedoch nicht dabei. Im Jahr 1707 wurden sie nach dem Verbot für deren Nutzung in einer Truhe im Schloss von Edinburgh versteckt. Hier wurden das Schwert samt Krone und Zepter am 4. Februar 1818 von Sir Walter Scott wiederentdeckt. Es ist in einer Dauerausstellung in Edinburgh zu besichtigen.